# دوون مدیا
دوون مدیا (کره‌ای: 대원미디어) شرکت بازی ویدئویی کره‌ای است، که در سال ۱۹۷۳ تأسیس شد.